# Derovatellus satoi
Derovatellus satoi är en skalbaggsart som beskrevs av Olof Biström 2003. Derovatellus satoi ingår i släktet Derovatellus och familjen dykare. Inga underarter finns listade i Catalogue of Life.